# Ilan Ramon

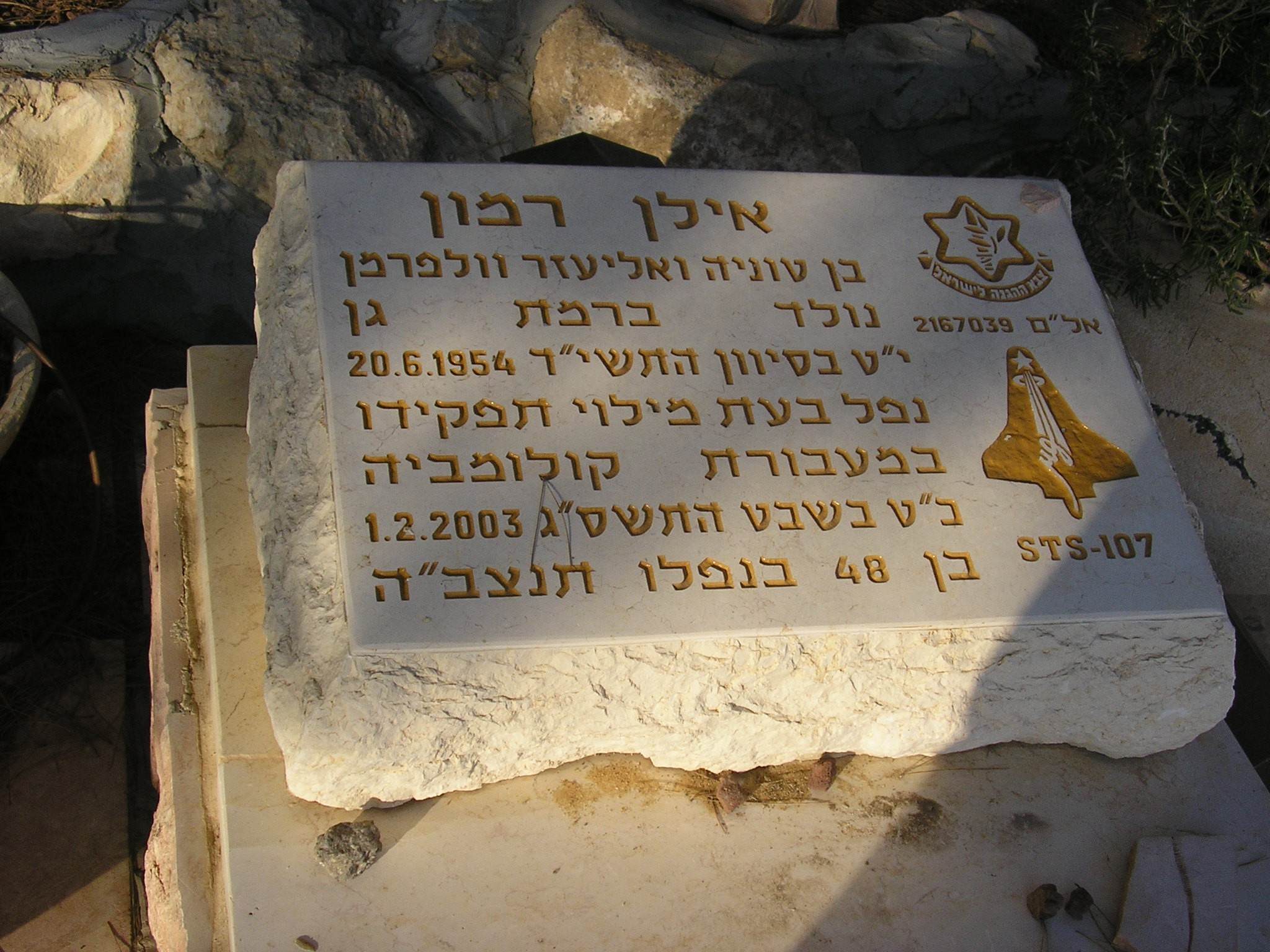
La lapide funeraria, situata a Nahalal

Ilan Ramon (in ebraico: אילן רמון) (Ramat Gan, 20 giugno 1954 – Texas, 1º febbraio 2003) è stato un astronauta israeliano vittima dell’incidente dello Shuttle Columbia. Fu il primo ebreo ad aver volato nello spazio.

## Biografia
Ramon nacque in Israele, sua madre e sua nonna erano sopravvissute al campo di concentramento di Auschwitz. Di religione ebraica, Ramon seguì le regole religiose anche in orbita, restando in contatto con un rabbino. Fu il primo astronauta a chiedere cibo casher.
Fu colonnello pilota dell'aviazione militare israeliana collezionando migliaia di ore di volo. Fu il più giovane dei piloti che parteciparono all'operazione "Opera", di bombardamento sul reattore nucleare di Osirak in Iraq, il 7 giugno 1981.
Nel 1986, si è sposato con Rona Ramon.
Nel 1987 conseguì un bachelor of science in ingegneria informatica.
Nel 1997 fu selezionato dalla NASA come specialista del carico utile. Fu assegnato alla missione STS-107 dello Shuttle.
Morì nel 2003 a bordo dello Space Shuttle Columbia. È sepolto nel cimitero di Nahalal, in Israele.
Nel 2024, suo figlio, Yiftach Ramon, ha partecipato alla versione israeliana di The Amazing Race.